# 似水年華 (黃磊電視劇)
《似水年華》是黃磊在2002年自編自導自演的首部電視劇，2003年8月在中國中央電視台播出，獲得強烈反響。

## 劇情簡介
文（黃磊 飾）在北京大學取得了學士學位，卻回到家鄉烏鎭擔起了與老館長修復歷史古書的使命。與他青梅竹馬長大的女孩默默（李心潔 飾）人如其名，聰明靈秀的她永遠只在一旁安靜地註視著文。如果英（劉若英 飾）沒有因為拍攝廣告而來到烏鎭，文和默將會毫無懸念地在一起。然而英來了，二人邂逅並且相愛了，從來沒有明言的愛，也沒有轟烈的行動，然而卻讓彼此的靈魂刻骨銘心。幾次相逢，幾次離別，二人都沒有改變各自的生活軌跡，文和默默還是在一起了，而英也和自己的男友結婚了。一個在烏鎭，一個在臺北，五十年後，再次重逢……

## 主要演員
- 黄　磊 飾演 文
- 劉若英 飾演 英
- 李心潔 飾演 默默
- 朱　旭 飾演 齊叔

## 外部連結
- （简体中文）豆瓣網：《似水年華》（页面存档备份，存于）